# Guzmania cuatrecasasii
Guzmania cuatrecasasii är en gräsväxtart som beskrevs av Lyman Bradford Smith. Guzmania cuatrecasasii ingår i släktet Guzmania och familjen Bromeliaceae. Inga underarter finns listade i Catalogue of Life.